# 欧洲E6公路

欧洲E6公路

欧洲E6公路（E6）是欧洲国际公路之一，经过挪威和瑞典。欧洲E6公路起点是挪威北部的希尔克内斯，从北向南穿过挪威，进入瑞典境内，沿着瑞典西海岸继续向南，终点为特雷勒堡。全长3120公里，其中瑞典境内长度为490公里，挪威境内长度为2630公里。

## 线路
在挪威境内，欧洲E6公路穿过以下主要城市：

希尔克内斯 — 卡拉绍克 — 阿尔塔 — 纳尔维克 — 弗于斯克 — 摩城 — 特隆赫姆 — 杜姆奥斯 — 利勒哈默尔 — 哈马尔 — 奥斯陆
在瑞典境内，欧洲E6公路穿过以下主要城市：

斯特伦斯塔德 — 乌德瓦拉 — 孔艾尔夫 — 哥德堡 — 孔斯巴卡 — 瓦尔贝里 — 法尔肯贝里 — 哈尔姆斯塔德 — 恩厄尔霍尔姆 — 赫尔辛堡 — 兰斯克鲁纳 — 马尔默 — 特雷勒堡

## 相关公路
欧洲E6公路和以下公路交叉：
| - 欧洲E105公路 - 欧洲E75公路 - 欧洲E69公路 - 欧洲E8公路 - 欧洲E10公路 |  | - 欧洲E12公路 - 欧洲E14公路 - 欧洲E39公路 - 欧洲E136公路 - 欧洲E18公路 |  | - 欧洲E45公路 - 欧洲E20公路 - 欧洲E4公路 - 欧洲E22公路 |

## 沿途风景

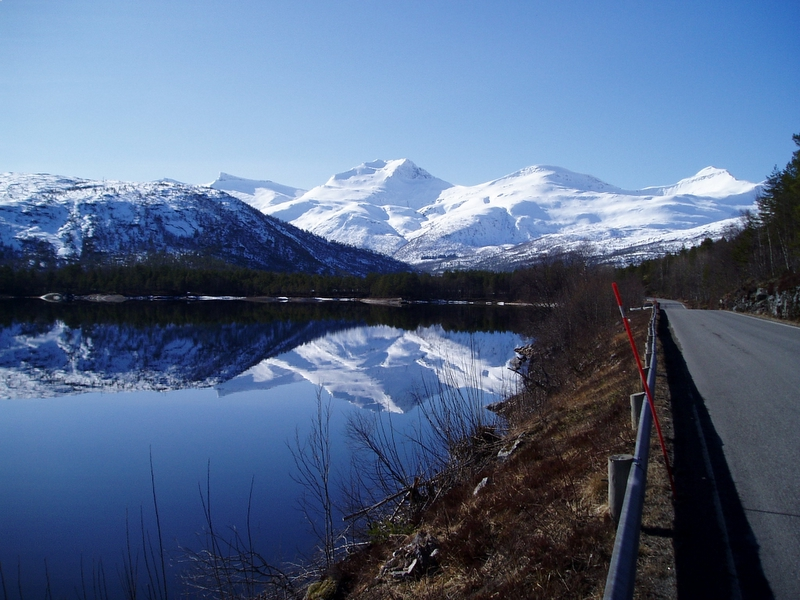
欧洲E6公路纳尔维克和弗斯克路段之间
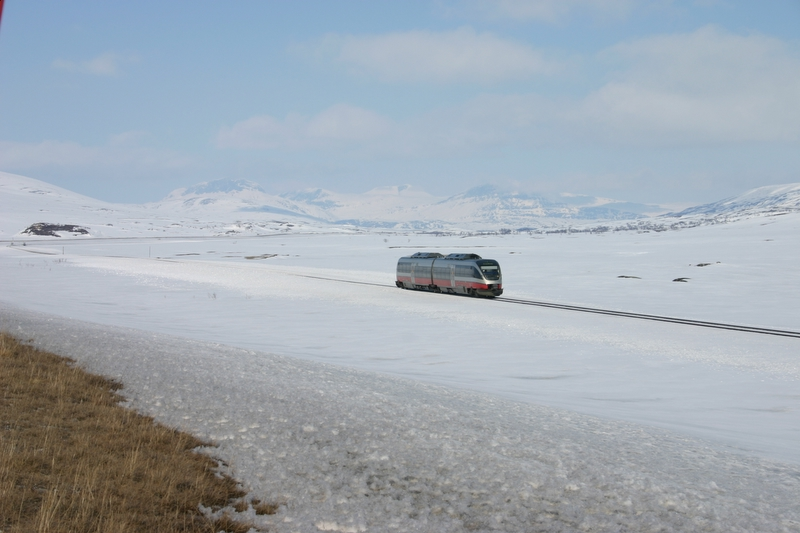
欧洲E6公路挪威摩城路段
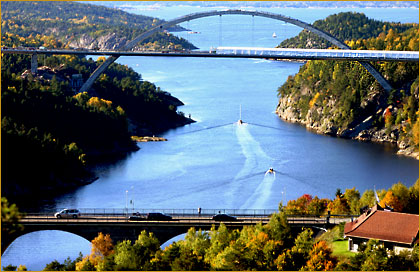
欧洲E6公路斯文海峡大桥
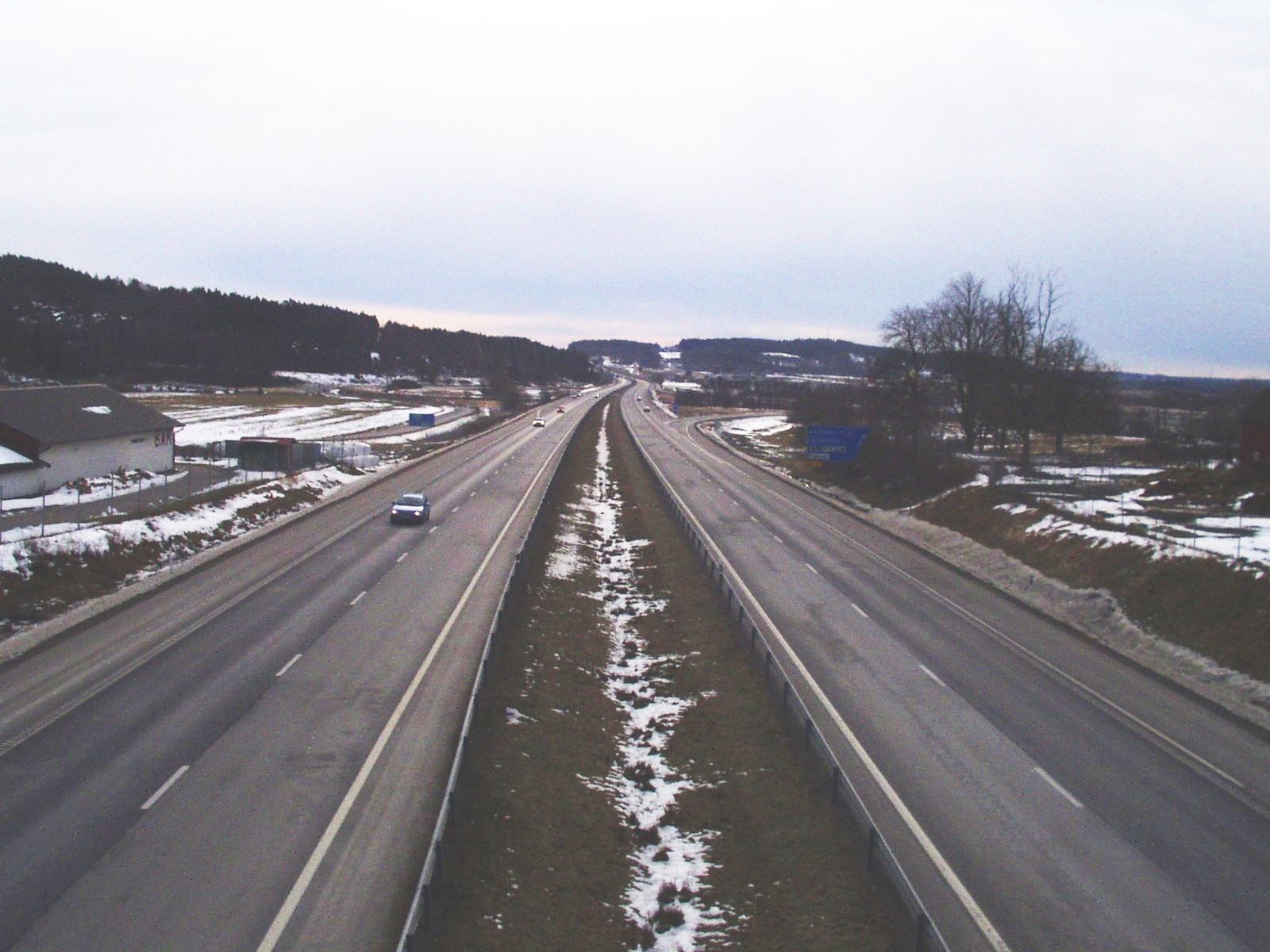
欧洲E6公路瑞典沃柏尔路段